# 栃尾鉄道モハ209形電車
栃尾鉄道モハ209形電車（とちおてつどうモハ209がたでんしゃ）は、かつて日本の新潟県に存在した鉄道路線（軽便鉄道）の栃尾鉄道（→栃尾電鉄→越後交通栃尾線）で使用されていた電車である。

## 概要
第二次世界大戦後の石炭価格高騰に対処するため、1948年に電化を行った栃尾鉄道は、当初草軽電鉄からの譲渡車両や既存の気動車の改造により電車（電動車）の増備を進めていたが、1950年代以降は自社工場での新造車両の製造が行われるようになった。その1つがモハ209形（モハ209）である。
車体前後に運転台が設置された両運転台の車両で、両端には奥行き1,180 mmのデッキが備わっており、妻面中央部には梯子がついていて、妻面右側に乗務員扉があるという特徴的なスタイルだった。最大の特徴はボギー台車の車体から向かって内側と外側の車軸で駆動方式が異なる事で、内側軸は出力55.95 kwの主電動機を床下に設置し自在継手を介して動力が伝達される車体装架カルダン駆動方式が、外側軸は出力42.0 kwの主電動機が台車に吊り掛けられている吊り掛け駆動方式が用いられた。また歯車比も異なり、内側軸のほうが数値が大きかった。台車自体は草軽電鉄からの譲渡車両と同様のブリル27GE形（軸ばね式）で、栃尾電鉄の自社工場で作られた物だった。
これらの構造は乗客を運ぶ電車と客車や貨車を牽引する電気機関車の兼用を目的としたもので、出力値は1949年に製造された電気機関車のED51（168 kw）を上回っていた。一方で着席定員数は20人となっており、栃尾電鉄（→越後交通栃尾線）に在籍した電動車で最も少なかった。

## 運用
1952年10月に製造されて以降、モハ209はその高い出力値を活かして多数の客車を牽引する運用に用いられ、最大で8両もの客車を牽引する事もあった。また、ED51の代用運転や冬季の除雪用に使用される事もあった。1960年に栃尾鉄道改め栃尾電鉄が近隣の公共交通事業者と合併し越後交通栃尾線になって以降も引き続き使用されたが、利用客の減少によって路線の大部分が廃止された1973年に他の多くの車両とともに廃車・解体された。